# العلاقات الأوغندية الفيجية
العلاقات الأوغندية الفيجية هي العلاقات الثنائية التي تجمع بين أوغندا وفيجي.

## مقارنة بين البلدين
هذه مقارنة عامة ومرجعية للدولتين:
| وجه المقارنة                                              | أوغندا                        | فيجي                                                                 |
| --------------------------------------------------------- | ----------------------------- | -------------------------------------------------------------------- |
| المساحة (كم2)                                             | 241.04 ألف                    | 18.27 ألف                                                            |
| عدد السكان (نسمة)                                         | 42.86 مليون                   | 915.30 ألف                                                           |
| الكثافة السكانية (ن./كم²)                                 | 177.81                        | 50.1                                                                 |
| العاصمة                                                   | كامبالا                       | سوفا                                                                 |
| اللغة الرسمية                                             | لغة إنجليزية، اللغة السواحلية | لغة إنجليزية، اللغة الفيجية، اللغة الفيجي الهندية، اللغة الهندستانية |
| العملة                                                    | شيلينغ أوغندي                 | دولار فيجي                                                           |
| الناتج المحلي الإجمالي (بليون دولار)                      | 25.89 مليار                   | 5.06 مليار                                                           |
| الناتج المحلي الإجمالي (تعادل القوة الشرائية) بليون دولار | 72.25 مليار                   | 8.32 مليار                                                           |
| الناتج المحلي الإجمالي الاسمي للفرد دولار أمريكي          | 705                           | 4.96 ألف                                                             |
| الناتج المحلي الإجمالي للفرد دولار أمريكي                 | 1.77 ألف                      | 8.79 ألف                                                             |
| مؤشر التنمية البشرية                                      | 0.483                         | 0.727                                                                |
| رمز المكالمات الدولي                                      | +256                          | +679                                                                 |
| رمز الإنترنت                                              | .ug                           | .fj                                                                  |
| المنطقة الزمنية                                           | ت ع م+03:00                   | ت ع م+12:00                                                          |

## منظمات دولية مشتركة
يشترك البلدان في عضوية مجموعة من المنظمات الدولية، منها:
| علم المنظمة | اسم المنظمة                                 | تاريخ انضمام أوغندا | تاريخ انضمام فيجي |
| ----------- | ------------------------------------------- | ------------------- | ----------------- |
|             | الاتحاد البريدي العالمي                     | ?                   | ?                 |
|             | يونسكو                                      | 9 نوفمبر 1962       | 14 يوليو 1983     |
|             | البنك الدولي للإنشاء والتعمير               | 27 سبتمبر 1963      | 28 مايو 1971      |
|             | منظمة التجارة العالمية                      | ?                   | ?                 |
|             | وكالة ضمان الاستثمار متعدد الأطراف          | 10 يونيو 1992       | 24 سبتمبر 1990    |
|             | الاتحاد الدولي للاتصالات                    | 8 مارس 1963         | 5 مايو 1971       |
|             | منظمة الشرطة الجنائية الدولية               | ?                   | ?                 |
|             | مؤسسة التمويل الدولية                       | 27 سبتمبر 1963      | 12 يوليو 1979     |
|             | الأمم المتحدة                               | 25 أكتوبر 1962      | 13 أكتوبر 1970    |
|             | مجموعة دول أفريقيا والكاريبي والمحيط الهادئ | ?                   | ?                 |
|             | مؤسسة التنمية الدولية                       | 27 سبتمبر 1963      | 29 سبتمبر 1972    |
|             | منظمة حظر الأسلحة الكيميائية                | ?                   | ?                 |
|             | المركز الدولي لتسوية المنازعات الاستشارية   | 14 أكتوبر 1966      | 10 سبتمبر 1977    |

## وصلات خارجية
- موقع وزارة الخارجية الأوغندية
- موقع وزارة الخارجية الفيجية